# Sveti Hijacint
Sveti Hijacnit (polj.: Święty Jacek ili 'Jacek Odrowąż'; Kamień, o. 1185. – Krakov, 15. kolovoza 1257.), dominikanac i poljski svetac.

## Životopis
Rođen oko 1185. godine u Kamienu, u Šleskoj, u plemićkoj obitelji. Isprva je bio kanonik te se kasnije pridružuje dominikancima. Novicijat je svršio u Bologni. Sv. Dominik ga je poslao na misijsko putovanje u slavenske zemlje. Uoči blagdana Svih svetih 1222. godine, dolazi u Poljsku. 1228. je bio izabran za zastupnika za generalni kapitul dominikanskog reda u Parizu.
S ciljem sjedinjenja nekih pravoslavnih kršćana s Katoličkom crkvom, uz pratnju svojih kolega, otputovao je u Kijev i ondje se nastanio i to uz crkvu Svete Marije. Od tamo ih je ubrzo protjerao kijevski knez Vladimir Ruriković. Zajedno se vraćaju u Poljsku te im je tamo bila povjerena pastoralna briga za vojnike križare koji su išli u rat protiv Pruske. Svetoga Hijacinta, prema pisanim dokumentima se spominje u Marienwerderu 1236., a godine 1238. u Gnieznu. Još je neko vrijeme djelovao u samostanu u Krakovu te umro 1257.
Hijacint je kanoniziran 17. travnja 1594. od pape Klementa VIII., a njegov spomen dan slavi 17. kolovoza. 1686. papa Inocent XI. nazvao ga je zaštitnikom Litve.